# Янкович, Тияна
Тияна Янкович (серб. Тијана Јанковић, 19 мая 1996) — сербская футболистка, выступающая на позиции защитника. Выступала за сборную Сербии.

## Карьера
Первым футбольным клубом в карьере была «Црвена звезда», но из-за отсутствия игровой практики перешла в клуб «Слога». Осенью 2019 года играла за словенский «Помурье». В марте 2021 года перешла в ЦСКА, заключив трёхлетний контракт. Серебряный призёр чемпионата России 2021, в сезонах 2022 и 2023 года провела только 6 матчей за молодёжную команду, после чего покинула ЦСКА.
27 октября 2020 года провела первый матч за сборную Сербии, выйдя на замену на 8 минут, в товарищеском матче против сборной Болгарии. В феврале 2021 года на Турецком кубке выходила в основе против сборных Индии, Украины и России.

## Командная статистика
| Выступление      | Выступление      | Выступление      | Лига | Лига | Кубок | Кубок | Суперкубок | Суперкубок | Еврокубки | Еврокубки | Итого | Итого |
| Клуб             | Лига             | Сезон            | Игры | Голы | Игры  | Голы  | Игры       | Голы       | Игры      | Голы      | Игры  | Голы  |
| ---------------- | ---------------- | ---------------- | ---- | ---- | ----- | ----- | ---------- | ---------- | --------- | --------- | ----- | ----- |
| Помурье          | высшая           | → 2019           | —    | —    | —     | —     | —          | —          | 3         | 0         | 3     | 0     |
| Помурье          | Итого            | Итого            | 0    | 0    | —     | —     | —          | —          | —         | —         | 0     | 0     |
| Слога            | высшая           | 2018/19          | 0    | 0    | —     | —     | —          | —          | —         | —         | 0     | 0     |
| Слога            | высшая           | 2019/20          | 10   | 1    | —     | —     | —          | —          | —         | —         | 10    | 1     |
| Слога            | высшая           | 2020/21          | 15   | 0    | —     | —     | —          | —          | —         | —         | 15    | 0     |
| Слога            | Итого            | Итого            | 25   | 1    | —     | —     | —          | —          | —         | —         | 25    | 1     |
| ЦСКА             | высшая           | 2021             | 15   | 2    | 1     | 0     | —          | —          | —         | —         | 16    | 2     |
| ЦСКА             | высшая           | 2022             | —    | —    | —     | —     | —          | —          | —         | —         | 0     | 0     |
| ЦСКА             | высшая           | 2023             | —    | —    | —     | —     | —          | —          | —         | —         | 0     | 0     |
| ЦСКА             | Итого            | Итого            | 15   | 2    | 1     | 0     | —          | —          | —         | —         | 16    | 2     |
| Всего за карьеру | Всего за карьеру | Всего за карьеру | 40   | 3    | 1     | 0     | —          | —          | 3         | 0         | 44    | 3     |